# Russisch-Schwedischer Krieg (1495–1497)
Der Russisch-Schwedische Krieg von 1495–1497 (russisch Русско-шведская война 1495–1497; schwedisch Stora ryska kriget 1495–1497) war ein bewaffneter Konflikt zwischen dem Großfürstentum Moskau und dem Königreich Schweden um den russischen Zugang zur Ostsee.

## Vorgeschichte
Iwan III. (Regierungszeit von 1462 bis 1505) machte sich 1469 das Khanat Kasan tributpflichtig, zwang die Stadt Nowgorod, nachdem sein Feldherr Daniel Cholmski ihre Kriegsmacht an den Ufern des Schelon geschlagen und zersprengt hatte (1471), zur unbedingten Unterwerfung (1478) und wehrte 1480 einen Angriff des Chans der Goldenen Horde, Mohammed, im Stehen an der Ugra ab. Das Reich der Goldenen Horde brach zusammen, und Russland war vom Tatarenjoch befreit.
Durch seine Vermählung (1472) mit der Prinzessin Sophie, der Nichte des letzten paläologischen Kaisers von Byzanz, welche in Rom Zuflucht gefunden hatte, trat Iwan III. in engere Verbindung zu dem übrigen Europa. 1478 verleibte Iwan III. Nowgorod dem Moskauer Großfürstentum ein und nahm im gleichen Jahr als erster russischer Großfürst den Titel Zar an. Die Festung Iwangorod wurde unter seiner Herrschaft im Sommer 1492 am rechten Ufer der Narva errichtet. Mit dem Großfürsten Alexander von Litauen hatte er 1494 einen Bund geschlossen und ihm seine Tochter Helena vermählt, wofür Alexander Wjasma und Mossalsk abtrat. Das Kontor der Hanse, der Peterhof in Nowgorod, wurde am 6. November 1494 nach der Festnahme der Kaufleute geschlossen. Nach mehrjährigen Verhandlungen wurden beinahe alle in Nowgorod gefangenen Kaufleute im März 1497 nach dem Friedensschluss mit Schweden freigelassen.
Sten Sture der Ältere übernahm am 13. Mai 1470 nach dem Tode seines Onkels, König Karl VIII. Knutsson, das Amt des Reichsverwesers. Der Widerstand gegen die Kalmarer Union und die Vorherrschaft Dänemarks nahm zu. Am 10. Oktober 1471 fand zwischen den Heeren des schwedischen Reichsverwesers Sten Sture des Älteren und des dänischen Königs Christian I. die Schlacht am Brunkeberg statt.

## Kriegsverlauf
Moskowitische Truppen unter dem Befehl des Fürsten Daniel Wassiljewitsch Schtschenja brachen 1495 von Nowgorod aus gegen Wiborg auf. Ein zweites Kontingent aus Pleskau unter dem Fürsten Wassili Feodorowitsch Schuiski kam noch hinzu.
Sten Sture sandte 500 deutsche Landsknechte unter dem Befehl von Hartwig Winholt nach Wiborg und weitere 800 bewaffnete Bauern wurden mobilisiert. Der Bischof von Åbo sandte 40 Ritter unter dem Befehl von Magnus Frille. Der Verteidiger der Festung Wiborg Knut Posse war bereits ein erfahrener Kriegsherr.
Wiborg wurde gegen den russischen Angriff im November 1495 erfolgreich verteidigt. Im Jahr 1496 folgten u. a. ein schwedischer Angriff auf die Festung Iwangorod, sowie russische Angriffe auf Viborg und Nyslott (finn. Savonlinna), auch Raubzüge in Karelien, Nyland (finn. Uusimaa) und Österbotten.

## Friede von Nowgorod 1497
Die ersten Friedensverhandlungen fanden im Herbst 1496 statt. Der Friedensschluss kam im Frühjahr 1497. Im Frieden von Nowgorod wurde der durch den Vertrag von Nöteborg festgelegte Grenzverlauf bestätigt. Außerdem wurde ein Übereinkommen über sechs Jahre Frieden getroffen.